# Ileopeltus similarus
Ileopeltus similarus är en insektsart som beskrevs av Carolina Godoy 2004. Ileopeltus similarus ingår i släktet Ileopeltus och familjen dvärgstritar. Inga underarter finns listade i Catalogue of Life.